# Micropharynx
Micropharynx är ett släkte av plattmaskar. Micropharynx ingår i familjen Procerodidae.
Släktet innehåller bara arten Micropharynx parasitica.